# سرای اردکانی
سرای اردکانی مربوط به دوره قاجار است و در قزوین، خیابان مولوی، پایین‌تر از خیابان شهید انصاری واقع شده و این اثر در تاریخ ۱۱ مرداد ۱۳۸۴ با شمارهٔ ثبت ۱۲۶۱۵ به‌عنوان یکی از آثار ملی ایران به ثبت رسیده‌است.